# Капустино (Омская область)
Капустино — деревня в Любинском районе Омской области. В составе Веселополянского сельского поселения.

## История
Основана в 1896 г. В 1928 г. состояла из 80 хозяйств, основное население — русские. Центр Капустинского сельсовета Любинского района Омского округа Сибирского края.

## Население
| 2010 |
| ---- |
| 104  |